# 益隆炮竹廠
益隆炮竹廠（葡萄牙語：Fábrica de Panchões Iec Long），位於澳門氹仔市中心，於1926年成立，是氹仔第二大的炮竹工廠，該炮竹廠亦見證澳門爆竹業的歷史興衰和澳門經濟環境變遷，最終於1984年至85年左右正式結業，其後用地落入地產發展商手中。及後於2015年8月，澳門論盡媒體獨家揭發炮竹廠地段涉及黑箱作業、官商勾結和利益輸送，事件被稱為“益隆炮竹廠換地風波”；2016年，澳門廉政公署就換地風波發表報告指出特區政府與發展商聖母灣發展股份有限公司簽署的土地置換《承諾書》不合法，協議無效，特區政府毋須因此承擔任何地債，發展商反駁並提出司法上訴多次失敗，最終於2019年和2020年分兩階段對益隆炮竹廠用地進行收回。在土地收回過程中，澳門文化局對該用地開展活化評估工作。2022年，文化局對益隆炮竹廠地段完成活化工程，並在同年12月23日正式對外開放，並命名為“益隆炮竹廠舊址遊徑”，佔地約25,000平方米，是澳門營運時期最長的炮竹工業遺址。

## 歷史
1950年代，炮竹業是作為澳門主要的經濟產業，當時炮竹廠佔地面積約28,000多平方米，其中21,000多平方米的土地由澳葡政府於1950年代向原炮竹廠兩位經營人以租賃方式批出，以便和經營人所擁有的1,655平方米家地及其他土地一併利用，經營炮竹廠業務。炮竹業於1960年代曾經是本地傳統產業的四大支柱。據當時老員工表示，從兒時起在氹仔長大，隨後在炮竹廠內工作，於1960年代至70年代是最輝煌的時期。
1970年代，本地炮竹市場走向衰落；1980年代，隨著經濟發展和環境的改變，澳門的炮竹業埋向衰落，益隆炮竹廠已基本處於停運狀態。澳葡政府亦於1986年根據法律規定宣告解除上述批地合同和批給失效；及後，廠內的私家地業權被轉讓，澳葡政府也先後多次接獲以益隆炮竹廠地段權利人名義提出的興建商住樓宇或置換其他土地的申請，但一直未達成協議。
2015年8月5日，澳門論盡媒體揭發炮竹廠地段，分別與龍環葡韻、壹號湖畔，三個看似毫不相干的地方，背後卻是一宗「隱形地債」的事件。該事件揭發後引起澳門廉政公署調查，其後於2016年7月13日發表《關於益隆炮竹廠土地置換事件調查報告》，判定特區政府與發展商簽署的土地置換《承諾書》不合法，協議無效，特區政府毋須因此承擔任何地債。
2019年1月15日及2020年10月14日，政府跨部門分兩階段採取聯合清遷行動，騰空並收回已被宣告批給失效的氹仔益隆爆竹廠土地。在收回土地後由土地工務運輸局交給文化局對益隆炮竹廠用地活化進行跟進工作。

## 活化
2016年7月，澳門廉政公署公佈有關炮竹廠調查報向後，社會文化司隨即對有關地段作出跟進，包括開展保育和修復工作，跨部門分批處理屋內的危險物品並進行引爆，同時收集關於澳門炮竹業之文獻。文化遺產委員會亦商討有關保育工作，包括收集物品、維修架構、全面測繪、出版書籍等，對深化整體文化內涵有幫助，並適時開展文物評定程序。
2019年1月22日，文化局表示會按《文化遺產保護法》開展有關不動產評定工作，而相關部門若未來對此地段有任何規劃或活化方向，文化局亦會按照自身的權限和職能積極跟進及配合。時任文化局局長穆欣欣表示，有關的土地歸屬權尚未清晰，同時未見到有關地段有即時發展計劃及即時拆建的風險，所以文化局要待益隆炮竹廠的整個程序完成才能展開工作，即土地歸屬權完全清晰才有具體計劃，包括是否開展文物評定等。
2020年9月10日，文化局表示對氹仔益隆炮竹廠舊址未來活化利用進行規劃研究，為了善用土地，生態以及文化資源，計劃開展局部開放計劃，將保留該址內的建築物和原有布局，對受損的建築物進行排危加固，鋪設棧道連結各分區及設置休憩設施等，沿途設置說明牌展示益隆炮竹廠歷史，建築功能及炮竹製作方式等內容，待相關土地權屬處理程序完成，並在環境安全的情況下，爭取盡快開放部分空間予公眾參觀。
2020年12月9日，澳門文化局正式接管益隆炮竹廠舊址用地，由於炮竹廠多年處於空置狀態，廠內雜草叢生且環境狀況複雜，在接管炮竹廠後，隨即開展一系列前期工作，包括對場內的建築及環境進行檢查及狀況記錄，清理場內的垃圾、雜草及污水，對部分建築進行排危加固及移除後期加建物，期間發現部分建築屋頂存在石棉瓦，已安排專業機構完成清除工作。2022年初，有關地段內已初步完成環境清理及場地平整，當時正在進行局部活化工程的採購程序。
在文化局正式接管舊址土地後，隨即開展前期調研、場地清理、加固維護、活化設計等工作。首階段開放局部空間讓公眾參觀，包括以圍繞整個炮竹廠設定可以遊覽安全範圍，同時對其中三間建築物進行修復，作為展覽、遊客資訊中心、文創禮品店、休閒咖啡店等用途，亦將與炮竹業相關展示和活動。
2021年3月10日，《澳門特區公報》刊登關於「益隆炮竹廠舊址石棉構件處理的計劃編製及拆卸工程」的公開招標，最長施工期為150工作天，項目不設底價。
2022年1月4日，文化局代表到離島社區咨詢委員會介紹九澳聖母村及炮竹廠舊址活化工作，當時計劃爭取同年第四季優先開放局部具條件空間，供市民參觀使用。並計劃保留益隆炮竹廠舊址內的建構築物和原有布局，並按原貌逐步有序復原建築物昔日的外貌。
2022年4月23日，文化局局長梁惠敏表示，園區活化工作己完成投標工作，期望短期內能開展修復工作。而當局初步計劃將於益隆爆竹廠內建造一些文創空間、餐廳、Cafe和資訊中心和展覽館等，相信有條件於同年第四季局部開放。
2022年6月16日，文化局指首階段活化範圍為整體地段約佔五分之一，當中包裝昔日炮竹廠用作烘引的廠房，儲存倉庫和漿引房三幢建築物進行活化。首階段活化工程亦包括建築有圍欄的木棧步道，並正探討在園林間建造一個有條件的親子歷奇體驗區，會研究在區內建有樹屋，讓小朋友可體驗戶外環境的設施。另外，園區內兩棵古樹已被納入『古樹名木保護名錄』中。另外修復及活化工程經已動工。
2022年12月23日，經修復及活化整治後，園區正式對外開放，並命名為「益隆炮竹廠舊址遊徑」，遊徑全長約400米，以傳續歷史記憶作為引導線，結合環境特色打造而成，讓公眾感受歷史建築與樹木共生的自然美感。為豐富文旅休閒體驗，設於園內的「煙硝迴響——澳門炮竹業歷史展」及文創禮品店亦同步對外開放。「益隆炮竹廠舊址遊徑」的開放是「文化一基地冬日巡禮」重要項目之一，文化局以保留炮竹廠歷史建築及生態原景為前提進行活化計劃，經過局部修復及結合炮竹廠舊址環境特色，計劃打造為「炮竹業展示為主題的特色休閒活動園區」，對接社會對休閒活動空間的需求，並串聯氹仔舊城周邊豐富的文旅資源，將其塑造成離島特色文化地標，更好促進離島文化旅遊發展。

## 設施及服務

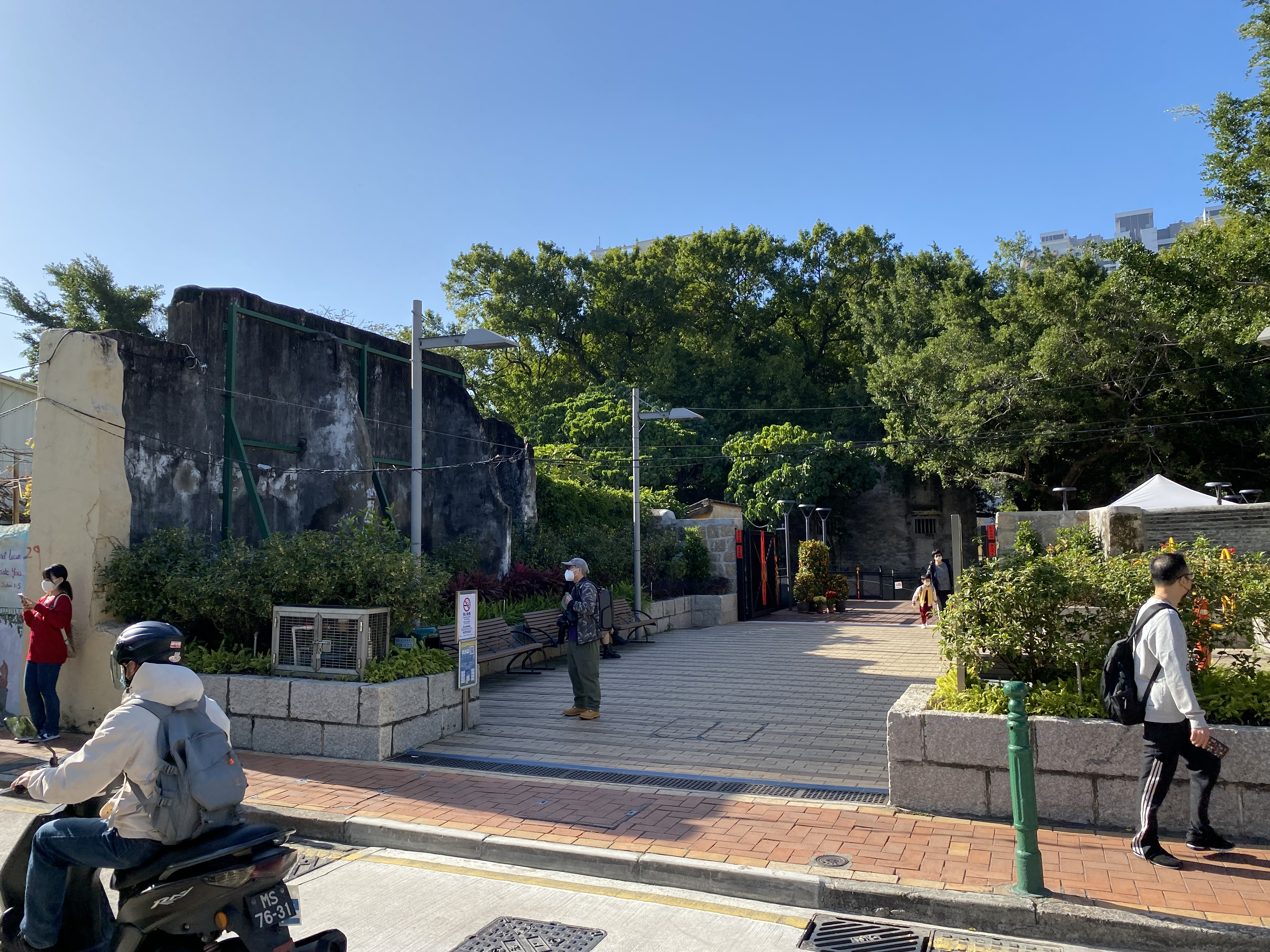
遊徑入口

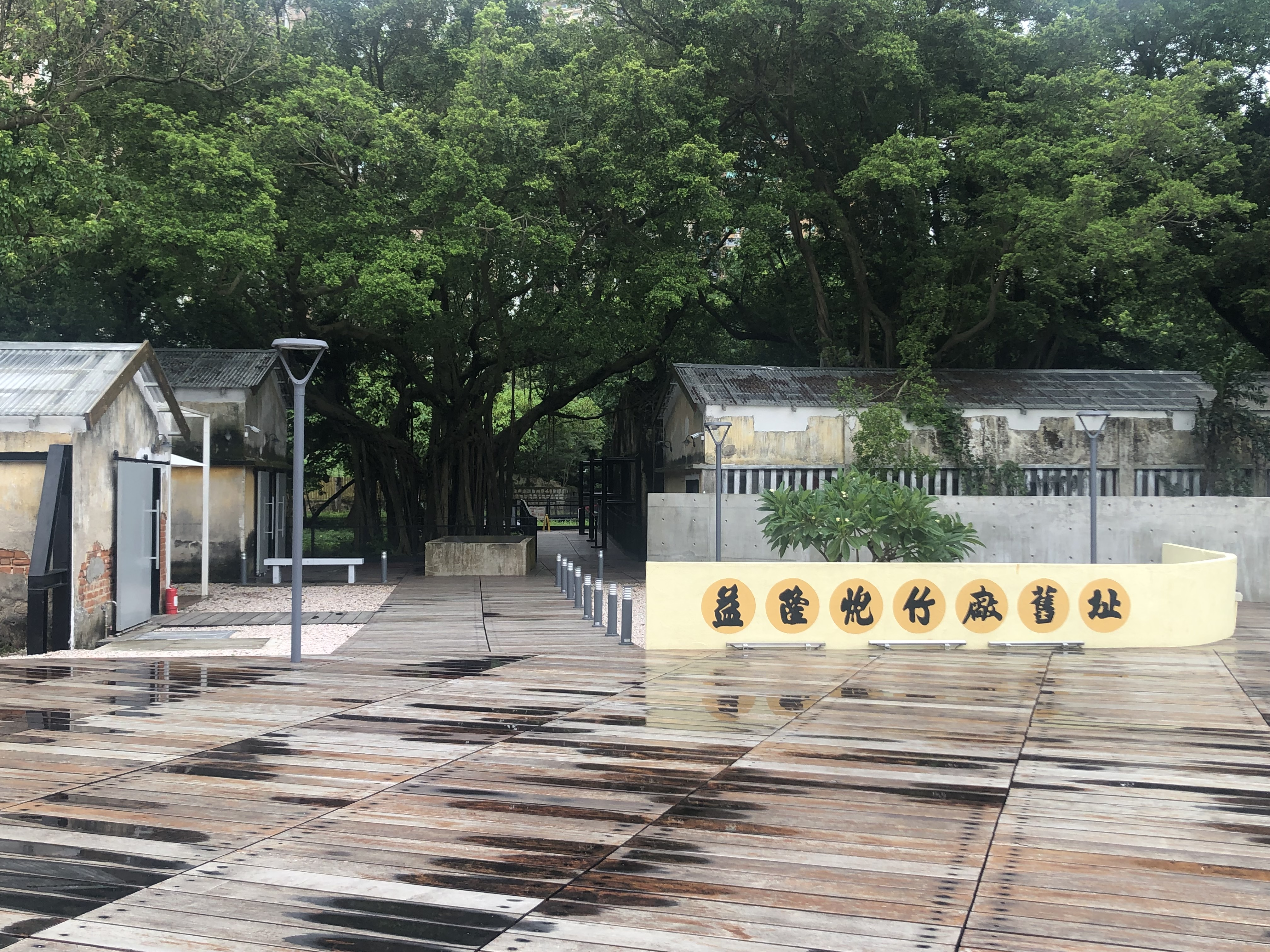
主入口

2022年2月下旬，文化局轄下的文化發展諮詢委員會及文化遺產委員會組織實地考察炮竹廠舊址，據介紹會保留園內原有建築、佈局及生態等主要元素的前提下進行活化規劃，包括以圍繞整個炮竹廠設置參觀步道的方式，設定可遊覽的安全範圍，同時對其中三間建築物進行修復，作為舉行展覽及工作坊、旅客資訊中心和文創禮品店、休閒咖啡廳等用途。與此同時，文化局已委託專業機構對炮竹廠的自然環境進行詳細調研，以配合炮竹廠的遠期規劃，將炮竹廠活化為澳門炮竹業展示為主題的特色休閒活動園區。而主入口按計劃設在松樹尾社區中心停車場旁邊。

### 遊徑
「益隆炮竹廠舊址遊徑」首階段開放全長約400米，以傳續歷史記憶作為引導線，結合環境特色打造而成，沿遊徑步行可看到竹廠的漿引區、水道、池塘、鑿炮房及貨倉等，觀眾可透過手機掃描當局特設二維碼導覽系統觀賞當時炮竹生產及製作工序流程的影片瞭解炮竹廠的過去運作情況。

### 展覽館
展覽館內特設「煙硝迴響——澳門炮竹業歷史展」，透過實物藏品、歷史照片及多媒體導賞，以互動的展陳方式與觀眾回顧益隆炮竹廠歷史，細說澳門炮竹業往昔。

### 文創禮品店
文創禮物店位於展覽館旁邊，展銷多種以益隆炮竹廠元素進行設計的精美創意產品。

### 藝遊點
2023年3月24日，由澳門文化局推出的「藝遊計劃」於此處增設「藝遊點」，於逢星期五至日及公眾假期日間時段開放予「藝遊人」進行展演。

### 公眾導賞
自2023年2月起，澳門文化局於園區內增設“炮竹廠歷史導賞遊”，由專業導賞員的講解引領下，漫遊炮竹廠園區，回溯澳門炮竹業及益隆炮竹廠往昔，導賞語言為粵語及普通話，毋須報名，公眾屆時可於入口廣場集合現場參與。

## 益隆炮竹廠以及周邊區域優化利用計劃
2023年9月29日，澳門特區政府公佈「益隆炮竹廠以及周邊區域優化利用計劃」，計劃將炮竹廠結合龍環葡韻成片區發展，前者將進行一系列改善及修復工程，以及增加AR實境體驗等，後者則將打造為「婚拍勝地」。金沙中國聯同政府推動活化計劃，藉區內有路氹婚姻登記處和嘉模聖母堂，望建造「情牽葡韻」項目及更新區內打卡藝術裝置，打造「本地最具中葡特色浪漫、優雅和令人賞心悅目的婚拍勝地」。
2023年11月11日至19日，金沙中國正式推出首個活動項目，於園區內設置多個以大賽車為主題的拍攝裝置及Al全息照相體驗館；市民除可體驗AI人像漫畫化照相造型外，更可任意挑選以賽車主題或配搭不同元素進行拍攝。並於11月11、12、18及19日特設多場親子工作坊與民同樂；而駐場專業攝影師將於施督憲政街園區入口處設置免費即影即曬服務。

## 未來發展
2023年1月3日，文化局正計劃第二階段園區活化工程，將加入咖啡廳和親子歷奇遊樂設施，並會進一步整治河道水塘，優化供排水設施等，但當時處於設計和研究階段，暫時未有定案。
2023年1月23日，文化局於新春期間於園區內安排非物質文化遺產展演。另正籌備澳門炮竹業歷史展，設計將環繞目前已開放的棧道，利用導覽系統解說眼前建築物的歷史，而炮竹廠內的輕食空間及親子歷奇體驗正在構建，爭取於年內推出。
2023年3月16日，對於炮竹廠沒有在第四批不動產評定名單中，文化局表示由於園區範圍大，正開展一系列修復工作及研究，當論證充分及資料齊備便會推出。同年4月12日，文化局計劃對炮竹廠周邊的圍牆進行修復，並將因應原材料比例作修復，預計工程造價為10萬澳門元。
2023年4月15日，文化局表示，在活化工作過程中，由於炮竹廠範圍大，有30多間建築，部份出現塌陷，仍需時整合資料，如順利會考慮列入另一批澳門不動產評定。
2023年6月27日，澳門旅遊局局長文綺華回覆澳門立法會直選議員李靜儀關於完善氹仔舊城區旅遊配套的書面質詢時表示，計劃同年內將為園區招攬特色咖啡店進駐，並增添親子歷奇遊樂設施。澳門文化局將於下一階段分批修復園區小屋、整治池塘及河道，逐步加入更多文創休閒、親子體驗、特色表演及活動等元素。

## 開放時間
- 參觀遊徑：06:00-17:00
- 展覽館及文創禮品店：10:00-19:00（逢星期三15:00至19:00休息，公眾假期照常開放）

## 鄰近地點
- 松樹尾社區中心
- 氹仔平民新邨
- 官也街
- 嘉模前地
- 龍環葡韻
- 嘉模泳池

## 交通設施

### 公共巴士
T440 松樹尾總站（Chun Su Mei／Terminal）
路線：37
T323 黑橋／地堡街（Ponte Negra／R. do Regedor）
路線：11、15、22、28A、30、33、34
T319 嘉模泳池（Piscinas do Carmo）
路線：11、15、22、28A、30、33、34

### 輕軌
- █  氹仔線排角站（步行約10分鐘）

### 停車場
- 松樹尾停車場

## 流行文化
益隆炮竹廠是2023年上映电影《孤注一掷》中，诈骗工厂大门的取景地。

## 備註
1. ↑  當時澳門最大爆竹廠是廣興泰炮竹廠，寫字樓位於毗鄰現時內港客運碼頭[1]

## 外部連結
- 文化局 - 益隆炮竹廠舊址 （页面存档备份，存于）